# Caecilia nigricans
Caecilia nigricans är en groddjursart som beskrevs av George Albert Boulenger 1902. Caecilia nigricans ingår i släktet Caecilia och familjen Caeciliidae. IUCN kategoriserar arten globalt som livskraftig. Inga underarter finns listade.